# Inmigración en Bolivia
La Inmigración en Bolivia se trata del éxodo de ciudadanos de otros países hacia Bolivia.

## Datos estadísticos migratorios

### Inmigración en Bolivia según los censos bolivianos
| POBLACIÓN EXTRANJERA VIVIENDO EN BOLIVIA SEGÚN LOS CENSOS | POBLACIÓN EXTRANJERA VIVIENDO EN BOLIVIA SEGÚN LOS CENSOS | POBLACIÓN EXTRANJERA VIVIENDO EN BOLIVIA SEGÚN LOS CENSOS | POBLACIÓN EXTRANJERA VIVIENDO EN BOLIVIA SEGÚN LOS CENSOS | POBLACIÓN EXTRANJERA VIVIENDO EN BOLIVIA SEGÚN LOS CENSOS |
| Año                                                       | Extranjeros en Bolivia                                    | Variación Intercensal                                     | Censo de población                                        | Ref.                                                      |
| --------------------------------------------------------- | --------------------------------------------------------- | --------------------------------------------------------- | --------------------------------------------------------- | --------------------------------------------------------- |
| 1900                                                      | 7 425 extranjeros                                         | Sin cambios                                               | Censo boliviano de 1900                                   | [ 1 ]                                                     |
| 1950                                                      | 22 699 extranjeros                                        | + 205 %                                                   | Censo boliviano de 1950                                   | [ 1 ]                                                     |
| 1976                                                      | 58 070 extranjeros                                        | + 155 %                                                   | Censo boliviano de 1976                                   | [ 2 ]                                                     |
| 1992                                                      | 59 807 extranjeros                                        | + 3 %                                                     | Censo boliviano de 1992                                   |                                                           |
| 2001                                                      | 94 391 extranjeros                                        | + 57 %                                                    | Censo boliviano de 2001                                   |                                                           |
| 2012                                                      | 128 072 extranjeros                                       | + 35 %                                                    | Censo boliviano de 2012                                   |                                                           |
| 2024                                                      | Resultados agosto/2025                                    |                                                           | Censo boliviano de 2024                                   |                                                           |

Evolución histórica de la inmigración extranjera en Bolivia 
según los históricos censos bolivianos (1976-2024)
Fuente: Instituto Nacional de Estadística de Bolivia

### Inmigración en Bolivia según la ONU
Evolución histórica de la inmigración extranjera en Bolivia (1990-2025)
Fuente: Organización de las Naciones Unidas

## Inmigración en Bolivia por continente de origen

### Inmigración sudamericana en Bolivia
| 1º                                                | Argentina | 21 923 | 25 141 | 28 095 | 32 418 | 36 671 | 42 697 | 47 601  | 53 146  | + 142 %  |
| 2º                                                | Brasil    | 10 558 | 12 746 | 14 801 | 18 453 | 22 066 | 25 692 | 28 612  | 31 945  | + 202 %  |
| 3º                                                | Perú      | 7 138  | 8 306  | 9 386  | 9 549  | 9 691  | 11 284 | 12 565  | 14 028  | + 96 %   |
| 4º                                                | Venezuela | 369    | 458    | 543    | 604    | 664    | 774    | 5 707   | 6 372   | + 1626 % |
| 5º                                                | Chile     | 4 807  | 4 622  | 4 388  | 4 230  | 4 063  | 4 731  | 5 268   | 5 882   | + 22 %   |
| 6º                                                | Paraguay  | 1 173  | 2 216  | 3 236  | 3 462  | 3 681  | 4 286  | 4 772   | 5 328   | + 354 %  |
| 7º                                                | Colombia  | 651    | 1 002  | 1 342  | 1 946  | 2 546  | 2 965  | 3 301   | 3 685   | + 466 %  |
| 8º                                                | Ecuador   | 299    | 521    | 738    | 800    | 861    | 1 003  | 1 115   | 1 245   | + 316%   |
| 9º                                                | Uruguay   | 402    | 430    | 453    | 445    | 437    | 510    | 565     | 631     | + 57 %   |
| TOTAL                                             | TOTAL     | 47 320 | 55 442 | 62 982 | 71 907 | 80 680 | 93 942 | 109 506 | 122 262 | 158 %    |
| Fuente: Organización de las Naciones Unidas (ONU) |           |        |        |        |        |        |        |         |         |          |

### Inmigración centroamericana en Bolivia
| Nº                  | País                | Año 2020 | Año 2015 | Año 2010 | Año 2005 | Año 2000 | Año 1995 | Año 1990 |
| ------------------- | ------------------- | -------- | -------- | -------- | -------- | -------- | -------- | -------- |
| 1º                  | Belice              | 1 007    | 906      | 777      | 850      | 922      | 962      | 991      |
| 2º                  | Honduras            | 257      | 232      | 198      | 198      | 197      | 216      | 232      |
| 3º                  | Costa Rica          | 162      | 147      | 125      | 133      | 141      | 122      | 102      |
| 4º                  | Guatemala           | 158      | 143      | 122      | 132      | 141      | 144      | 146      |
| 5º                  | El Salvador         | 140      | 128      | 109      | 108      | 107      | 82       | 57       |
| 6º                  | Nicaragua           | 123      | 112      | 95       | 90       | 85       | 76       | 66       |
| 7º                  | Panamá              | 121      | 110      | 94       | 96       | 97       | 95       | 92       |
| TOTAL CENTROAMÉRICA | TOTAL CENTROAMÉRICA | 1 968    | 1 778    | 1 520    | 1 607    | 1 690    | 1 697    | 1 686    |

### Inmigración caribeña en Bolivia
| Nº           | País                 | Año 2020 | Año 2015 | Año 2010 | Año 2005 | Año 2000 | Año 1995 | Año 1990 |
| ------------ | -------------------- | -------- | -------- | -------- | -------- | -------- | -------- | -------- |
| 1º           | Cuba                 | 1 971    | 1 771    | 1 520    | 1 018    | 513      | 311      | 105      |
| 2º           | Curazao              | 185      | 168      | 152      | 138      | 275      | 138      | 110      |
| 3º           | República Dominicana | 128      | 117      | 100      | 50       | 0        | 22       | 44       |
| 4º           | Haití                | 16       | 16       | 13       | 10       | 7        | 7        | 6        |
| 5º           | Jamaica              | 7        | 8        | 6        | 4        | 2        | 4        | 5        |
| 6º           | Trinidad y Tobago    | 5        | 6        | 4        | 9        | 14       | 9        | 4        |
| TOTAL CARIBE | TOTAL CARIBE         | 2 312    | 2 086    | 1 795    | 1 229    | 811      | 491      | 274      |

### Inmigración norteamericana en Bolivia
| Nº                 | País               | Año 2020 | Año 2015 | Año 2010 | Año 2005 | Año 2000 | Año 1995 | Año 1990 |
| ------------------ | ------------------ | -------- | -------- | -------- | -------- | -------- | -------- | -------- |
| 1º                 | México             | 10 606   | 9 524    | 8 179    | 8 760    | 9 323    | 8 770    | 8 125    |
| 2º                 | Estados Unidos     | 5 453    | 4 897    | 4 206    | 3 935    | 3 656    | 3 385    | 3 078    |
| 3º                 | Canadá             | 1 536    | 1 381    | 1 185    | 1 430    | 1 672    | 1 728    | 1 765    |
| TOTAL NORTEAMÉRICA | TOTAL NORTEAMÉRICA | 17 595   | 15 802   | 13 570   | 14 125   | 14 655   | 13 883   | 12 968   |

### Inmigración europea en Bolivia
| N.               | País                 | Año 2020 | Año 2015 | Año 2010 | Año 2005 | Año 2000 | Año 1995 | Año 1990 |
| ---------------- | -------------------- | -------- | -------- | -------- | -------- | -------- | -------- | -------- |
| 1º               | España               | 47 601   | 42 697   | 36 671   | 32 418   | 28 095   | 25 141   | 21 923   |
| 2º               | Alemania             | 28 612   | 25 692   | 22 066   | 18 453   | 14 801   | 12 746   | 10 558   |
| 3º               | Italia               | 12 565   | 11 284   | 9 691    | 9 549    | 9 386    | 8 306    | 7 138    |
| 4º               | Francia              | 5 707    | 774      | 664      | 604      | 543      | 458      | 369      |
| 5º               | Reino Unido          | 5 268    | 4 731    | 4 063    | 4 230    | 4 388    | 4 622    | 4 807    |
| 6º               | Suiza                | 4 772    | 4 286    | 3 681    | 3 462    | 3 236    | 2 216    | 1 173    |
| 7º               | Países Bajos         | 3 301    | 2 965    | 2 546    | 1 946    | 1 342    | 1 002    | 651      |
| 8º               | Bélgica              | 1 115    | 1 003    | 861      | 800      | 738      | 521      | 299      |
| 9º               | Rusia                | 565      | 510      | 437      | 445      | 453      | 430      | 402      |
| 10º              | Suecia               | 565      | 510      | 437      | 445      | 453      | 430      | 402      |
| 11º              | Polonia              | 565      | 510      | 437      | 445      | 453      | 430      | 402      |
| 12º              | Portugal             | 565      | 510      | 437      | 445      | 453      | 430      | 402      |
| 13º              | Austria              | 565      | 510      | 437      | 445      | 453      | 430      | 402      |
| 14º              | Ucrania              | 565      | 510      | 437      | 445      | 453      | 430      | 402      |
| 15º              | Dinamarca            | 565      | 510      | 437      | 445      | 453      | 430      | 402      |
| 16º              | Noruega              | 565      | 510      | 437      | 445      | 453      | 430      | 402      |
| 17º              | Irlanda              | 565      | 510      | 437      | 445      | 453      | 430      | 402      |
| 18º              | Rumania              | 565      | 510      | 437      | 445      | 453      | 430      | 402      |
| 19º              | República Checa      | 565      | 510      | 437      | 445      | 453      | 430      | 402      |
| 20º              | Rusia                | 565      | 510      | 437      | 445      | 453      | 430      | 402      |
| 21º              | Finlandia            | 565      | 510      | 437      | 445      | 453      | 430      | 402      |
| 22º              | Croacia              | 565      | 510      | 437      | 445      | 453      | 430      | 402      |
| 23º              | Hungría              | 565      | 510      | 437      | 445      | 453      | 430      | 402      |
| 24º              | Grecia               | 565      | 510      | 437      | 445      | 453      | 430      | 402      |
| 25º              | Bulgaria             | 565      | 510      | 437      | 445      | 453      | 430      | 402      |
| 26º              | Serbia               | 565      | 510      | 437      | 445      | 453      | 430      | 402      |
| 27º              | Eslovaquia           | 565      | 510      | 437      | 445      | 453      | 430      | 402      |
| 28º              | Macedonia del Norte  | 565      | 510      | 437      | 445      | 453      | 430      | 402      |
| 29º              | Bosnia y Herzegovina | 565      | 510      | 437      | 445      | 453      | 430      | 402      |
| 30º              | Lituania             | 565      | 510      | 437      | 445      | 453      | 430      | 402      |
| 31º              | Eslovenia            | 565      | 510      | 437      | 445      | 453      | 430      | 402      |
| 32º              | Moldavia             | 565      | 510      | 437      | 445      | 453      | 430      | 402      |
| 33º              | Estonia              | 565      | 510      | 437      | 445      | 453      | 430      | 402      |
| 34º              | Luxemburgo           | 565      | 510      | 437      | 445      | 453      | 430      | 402      |
| 35º              | Bielorrusia          | 565      | 510      | 437      | 445      | 453      | 430      | 402      |
| 36º              | Malta                | 565      | 510      | 437      | 445      | 453      | 430      | 402      |
| 37º              | Chipre               | 565      | 510      | 437      | 445      | 453      | 430      | 402      |
| 38º              | Georgia              | 565      | 510      | 437      | 445      | 453      | 430      | 402      |
| 39º              | Islandia             | 565      | 510      | 437      | 445      | 453      | 430      | 402      |
| 40º              | Montenegro           | 565      | 510      | 437      | 445      | 453      | 430      | 402      |
| 41º              | Albania              | 565      | 510      | 437      | 445      | 453      | 430      | 402      |
| TOTAL SUDAMÉRICA | TOTAL SUDAMÉRICA     | 109 506  | 93 942   | 80 680   | 71 907   | 62 982   | 55 442   | 47 320   |

| N.º                | País                 | Año 2019 | Año 2017 |
| ------------------ | -------------------- | -------- | -------- |
| 1.º                | Argentina            | 46 609   | 44 436   |
| 2.º                | Brasil               | 28 045   | 26 738   |
| 3.º                | España               | 13 299   | 12 679   |
| 4.º                | Perú                 | 12 317   | 11 743   |
| 5.º                | México               | 10 396   | 9911     |
| 6.º                | Estados Unidos       | 5 345    | 5096     |
| 7.º                | Chile                | 5 164    | 4923     |
| 8.º                | Paraguay             | 4 678    | 4460     |
| 9.º                | Colombia             | 3 236    | 3085     |
| 10.º               | Alemania             | 2 207    | 2104     |
| 11.º               | Cuba                 | 1 932    | 1842     |
| 12.º               | Japón                | 1 812    | 1727     |
| 13.º               | Italia               | 1 557    | 1485     |
| 14.º               | Canadá               | 1 506    | 1436     |
| 15.º               | Francia              | 1 350    | 1287     |
| 16.º               | China                | 1 230    | 1173     |
| 17.º               | Ecuador              | 1 093    | 1042     |
| 18.º               | Belice               | 988      | 942      |
| 19.º               | Reino Unido          | 985      | 939      |
| 20.º               | Venezuela            | 843      | 804      |
| 21.º               | Suiza                | 719      | 685      |
| 22.º               | Uruguay              | 555      | 529      |
| 23.º               | Corea del Sur        | 551      | 525      |
| 24.º               | Países Bajos         | 417      | 397      |
| 25.º               | Bélgica              | 411      | 392      |
| 26.º               | Rusia                | 358      | 341      |
| 27.º               | Suecia               | 319      | 304      |
| 28.º               | Honduras             | 252      | 240      |
| 29.º               | Australia            | 248      | 237      |
| 30.º               | Polonia              | 238      | 226      |
| 31.º               | Israel               | 198      |          |
| 32.º               | Portugal             | 191      | 182      |
| 33.º               | Austria              | 173      | 165      |
| 34.º               | Costa Rica           | 159      | 151      |
| 35.º               | Guatemala            | 155      | 147      |
| 36.º               | El Salvador          | 138      | 132      |
| 37.º               | República Dominicana | 126      | 120      |
| 38.º               | Ucrania              | 124      | 118      |
| 39.º               | Nicaragua            | 121      | 115      |
| 40.º               | Panamá               | 119      | 113      |
| 41.º               | India                | 116      | 111      |
| 42.º               | Dinamarca            | 116      |          |
| 43.º               | Noruega              | 105      |          |
| 44.º               | Irlanda              | 84       |          |
| 45.º               | Rumania              | 78       |          |
| Fuente: ONU (2018) |                      |          |          |

## Inmigración europea
Desde la era republicana comienza la inmigración post-colonial en Bolivia, en su mayoría familias europeas (principalmente de España), por las riqueza de las piedras preciosas de las minas.

### Inmigración alemana
Compuesto por migrantes relacionados al auge de la goma y el estaño, importando bienes para la minería, e incursionado en la industria. Fundaron colegios y construyeron la pista de esquí en Chacaltalla.
Los alemanes en Bolivia han aumentado en un 55,7 % en los últimos 27 años (1990-2017), pasando de 1351 alemanes en 1990 a 2104 alemanes para el año 2017.
| Año  | Alemanes en Bolivia |
| ---- | ------------------- |
| 1990 | 1351                |
| 1995 | 1524                |
| 2000 | 1682                |
| 2005 | 1711                |
| 2010 | 1737                |
| 2015 | 2022                |
| 2017 | 2104                |

### Inmigración austriaca
Los austriacos en Bolivia han mantenido su migración en los últimos 27 años (1990-2017), pasando de 170 austriacos en 1990 a 165 austriacos para el año 2017.
| 1990 | 170 |
| 1995 | 169 |
| 2000 | 166 |
| 2005 | 152 |
| 2010 | 137 |
| 2015 | 159 |
| 2017 | 165 |
| Fuente: Organización Internacional para las Migraciones OIM (a nivel mundial) dependiente de la Organización de las Naciones Unidas ONU (2018) A partir del año 2018, se establece solamente "estimaciones" |     |

### Inmigración británica
| 1990 | 580 |
| 1995 | 619 |
| 2000 | 651 |
| 2005 | 714 |
| 2010 | 776 |
| 2015 | 903 |
| 2017 | 939 |
| Fuente: Organización Internacional para las Migraciones OIM (a nivel mundial) dependiente de la Organización de las Naciones Unidas ONU (2018) A partir del año 2018, se establece solamente "estimaciones" |     |

### Inmigración checa
| Año  | Checos residentes en Bolivia |
| 1990 | 129                          |
| 1995 | 76                           |
| 2000 | 22                           |
| 2005 | 34                           |
| 2010 | 45                           |
| 2015 | 52                           |
| 2017 | 54                           |

### Inmigración yugoslava
Se destacan los croatas.

### Inmigración española
Tradicionalmente la otra gran mitad de la identidad boliviana junto con la indígena, la mayoría son descendientes de los españoles que colonizaron el territorio de Bolivia en la época Virreinal. 
Bolivia también fue receptora de inmigrantes españoles tras la guerra civil española. 
Debido a la crisis económica, se registra últimamente un flujo de ciudadanos españoles atraídos por las posibilidades de negocios en distintos campos.
| 1990 | 1644   |
| 1995 | 1651   |
| 2000 | 1641   |
| 2005 | 6059   |
| 2010 | 10 463 |
| 2015 | 12 181 |
| 2017 | 12 679 |
| Fuente: Organización Internacional para las Migraciones OIM (a nivel mundial) dependiente de la Organización de las Naciones Unidas ONU (2018) A partir del año 2018, se establece solamente "estimaciones" |        |

### Inmigración italiana
Tal vez el mayor legado es la industria, fábricas de pastas como Ferrari Ghezzi y Figliozy, textiles como Soliño y de refrescos como Salvieti. El presidente Hilarion Daza fue descendiente de padre italiano. La música del Himno Nacional de Bolivia está compuesta por un italiano.

### Inmigración rumana
| Año  | Rumanos residentes en Bolivia |
| 1990 | 61                            |
| 1995 | 31                            |
| 2000 | 0                             |
| 2005 | 31                            |
| 2010 | 62                            |
| 2015 | 72                            |
| 2017 | 74                            |

### Inmigración ucraniana
| Año  | Ucranianos residentes en Bolivia |
| 1991 | 11                               |
| 1995 | 57                               |
| 2000 | 114                              |
| 2005 | 106                              |
| 2010 | 98                               |
| 2015 | 114                              |
| 2017 | 118                              |

## Inmigración americana

### Inmigración argentina
Hacia el año 2012, se encontraban 45 424 argentinos residiendo en Bolivia, de los cuales la mayoría se concentra en los departamentos de La Paz, Santa Cruz y Cochabamba.
Los argentinos en Bolivia se han multiplicado por 2,02 veces, aumentado en un 102,6 % en los últimos 27 años (1990-2017), pasando de 21 923 en 1990 a 44 436 para el año 2017.
| 1990 | 21 923 |
| 1995 | 25 141 |
| 2000 | 28 095 |
| 2005 | 32 418 |
| 2010 | 36 671 |
| 2015 | 42 691 |
| 2017 | 44 436 |
| Fuente: Organización Internacional para las Migraciones OIM (a nivel mundial) dependiente de la Organización de las Naciones Unidas ONU (2018) A partir del año 2018, se establece solamente "estimaciones" |        |

### Inmigración brasileña
Los brasileños en Bolivia se han multiplicado por 2,53 veces, aumentado en un 153,2 % en los últimos 27 años (1990-2017), pasando de 10 558 en 1990 a 26 738 para el año 2017.
| 1990 | 10 558 |
| 1995 | 12 746 |
| 2000 | 14 801 |
| 2005 | 18 453 |
| 2010 | 22 066 |
| 2015 | 25 688 |
| 2017 | 26 738 |
| Fuente: Organización Internacional para las Migraciones OIM (a nivel mundial) dependiente de la Organización de las Naciones Unidas ONU (2018) A partir del año 2018, se establece solamente "estimaciones" |        |

### Inmigración canadiense
Los canadienses en Bolivia han disminuido en un 19,7 % en los últimos 27 años (1990-2017), pasando de 1765 en 1990 a 1436 para el año 2017.
| Año  | Canadienses residentes en Bolivia |
| ---- | --------------------------------- |
| 1990 | 1765                              |
| 1995 | 1728                              |
| 2000 | 1672                              |
| 2005 | 1430                              |
| 2010 | 1185                              |
| 2015 | 1380                              |
| 2017 | 1436                              |

### Inmigración chilena
Los chilenos en Bolivia han aumentado en un 2,4 % en los últimos 27 años (1990-2017), pasando de 4807 chilenos en 1990 a 4923 chilenos para el año 2017.
| Año  | Chilenos en Bolivia |
| ---- | ------------------- |
| 1990 | 4807                |
| 1995 | 4622                |
| 2000 | 4388                |
| 2005 | 4230                |
| 2010 | 4063                |
| 2015 | 4730                |
| 2017 | 4923                |

### Inmigración colombiana
Los colombianos en Bolivia se han multiplicado por 4,73 veces, aumentado en un 373,8  en los últimos 27 años (1990-2017), pasando de 651 colombianos en 1990 a 3085 colombianos para el año 2017.
| Año  | Colombianos en Bolivia |
| ---- | ---------------------- |
| 1990 | 651                    |
| 1995 | 1002                   |
| 2000 | 1342                   |
| 2005 | 1946                   |
| 2010 | 2546                   |
| 2015 | 2964                   |
| 2017 | 3085                   |

### Inmigración cubana
| Año  | Cubanos residentes en Bolivia |
| 1990 | 105                           |
| 1995 | 311                           |
| 2000 | 513                           |
| 2005 | 1018                          |
| 2010 | 1520                          |
| 2015 | 1770                          |
| 2017 | 1842                          |

### Inmigración mexicana
| 1990 | 8125 |
| 1995 | 8770 |
| 2000 | 9323 |
| 2005 | 8760 |
| 2010 | 8179 |
| 2015 | 9522 |
| 2017 | 9911 |
| Fuente: Organización Internacional para las Migraciones OIM (a nivel mundial) dependiente de la Organización de las Naciones Unidas ONU (2018) A partir del año 2018, se establece solamente "estimaciones" |      |

### Inmigración nicaragüense
Los nicaragüenses en Bolivia han aumentado en un 74,2 % en los últimos 27 años (1990-2017), pasando de 66 en 1990 a 115 en 2017.
| Año  | Nicaragüenses residentes en Bolivia |
| 1990 | 66                                  |
| 1995 | 76                                  |
| 2000 | 85                                  |
| 2005 | 90                                  |
| 2010 | 95                                  |
| 2015 | 111                                 |
| 2017 | 115                                 |

### Inmigración panameña
Los panameños en Bolivia han aumentado en un 22,8 % en los últimos 27 años (1990-2017), pasando de 92 en 1990 a 113 para el año 2017.
| Año  | Panameños residentes en Bolivia |
| 1990 | 92                              |
| 1995 | 95                              |
| 2000 | 97                              |
| 2005 | 96                              |
| 2010 | 94                              |
| 2015 | 109                             |
| 2017 | 113                             |

### Inmigración paraguaya
| Año  | Paraguayos residentes en Bolivia |
| 1990 | 1173                             |
| 1995 | 2216                             |
| 2000 | 3236                             |
| 2005 | 3462                             |
| 2010 | 3681                             |
| 2015 | 4285                             |
| 2017 | 4460                             |

### Inmigración peruana
| Año  | Peruanos residentes en Bolivia |
| 1990 | 7138                           |
| 1995 | 8306                           |
| 2000 | 9386                           |
| 2005 | 9549                           |
| 2010 | 9691                           |
| 2015 | 11 282                         |
| 2017 | 11 743                         |

### Inmigración salvadoreña
Los salvadoreños en Bolivia han duplicado aumentado en un 131,5 % en los últimos 27 años (1990-2017), pasando de 57 en 1990 a 132 para el año 2017.
| Año  | Salvadoreños residentes en Bolivia |
| ---- | ---------------------------------- |
| 1990 | 57                                 |
| 1995 | 82                                 |
| 2000 | 107                                |
| 2005 | 108                                |
| 2010 | 109                                |
| 2015 | 127                                |
| 2017 | 132                                |

### Inmigración uruguaya
Los uruguayos en Bolivia han aumentado en un 31,5 % en los últimos 27 años (1990-2017), pasando de 402 en 1990 a 529 para el año 2017.
| Año  | Uruguayos residentes en Bolivia |
| 1990 | 402                             |
| 1995 | 430                             |
| 2000 | 453                             |
| 2005 | 445                             |
| 2010 | 437                             |
| 2015 | 509                             |
| 2017 | 529                             |

### Inmigración venezolana
A partir del año 1990, la inmigración venezolana en Bolivia ha ido creciendo ante las ofertas laborales y la estabilidad económica del país.

## Inmigración asiática

### Inmigración japonesa
Similar a otros países de América Latina, Bolivia ha experimentado con una migración japonesa importante. A partir de 1899 una migración de los japoneses comenzaron a formar una comunidad que continuó hasta la década de 1970. Pequeñas comunidades japonesas se formaron en el departamento de Santa Cruz. Otros asiáticos orientales (taiwaneses y chinos), y del Medio Oriente (Líbano y Siria), desarrollaron sus propias comunidades en Bolivia a finales del siglo XX.

## Cifras anteriores
De acuerdo con la Organización Internacional para las Migraciones (OIM), los extranjeros en Bolivia representaban el 1,6 % de la población en 2001, lo que significa una cantidad de 94.391 ciudadanos expatriados. 
1. Argentina 28 612
2. Brasil 15 074
3. Perú 9559
4. México 9495
5. Chile 4469
6. Estados Unidos 3723
7. Paraguay 3296
8. Alemania 1713
9. Canadá 1703
10. España 1671
11. Japón 1520
12. Colombia 1367
13. Otros 11 746
14. NS/NC 443

Fuente: INE-CNPV 2001